# Sarah Tait
Sarah Anne Tait (nacida Sarah Anne Outhwaite, Perth, 23 de enero de 1983-Melbourne, 3 de marzo de 2016) fue una deportista australiana que compitió en remo. Fue subcampeona olímpica en Londres 2012 y campeona mundial en 2005.
Participó en tres Juegos Olímpicos de Verano, obteniendo una medalla de plata en Londres 2012, en la prueba de dos sin timonel (junto con Kate Hornsey), y el sexto lugar en Atenas 2004 y en Pekín 2008, en el ocho con timonel.
Ganó tres medallas en el Campeonato Mundial de Remo, en los años 2005 y 2011.
En 2013 le fue diagnosticado un tumor uterino. Se retiró del deporte en 2014 para concentrarse en su tratamiento. Falleció en 2016, a la edad de 33 años, a causa de la enfermedad que padecía.

## Palmarés internacional
| Juegos Olímpicos   | Juegos Olímpicos      | Juegos Olímpicos  | Juegos Olímpicos |
| Año                | Lugar                 | Medalla           | Prueba           |
| ------------------ | --------------------- | ----------------- | ---------------- |
| 2012               | Londres (Reino Unido) | Medalla de plata  | Dos sin timonel  |
| Campeonato Mundial |                       |                   |                  |
| Año                | Lugar                 | Medalla           | Prueba           |
| 2005               | Kaizu (Japón)         | Medalla de oro    | Ocho con timonel |
| 2005               | Kaizu (Japón)         | Medalla de plata  | Dos sin timonel  |
| 2011               | Bled (Eslovenia)      | Medalla de bronce | Dos sin timonel  |